# Montagliari

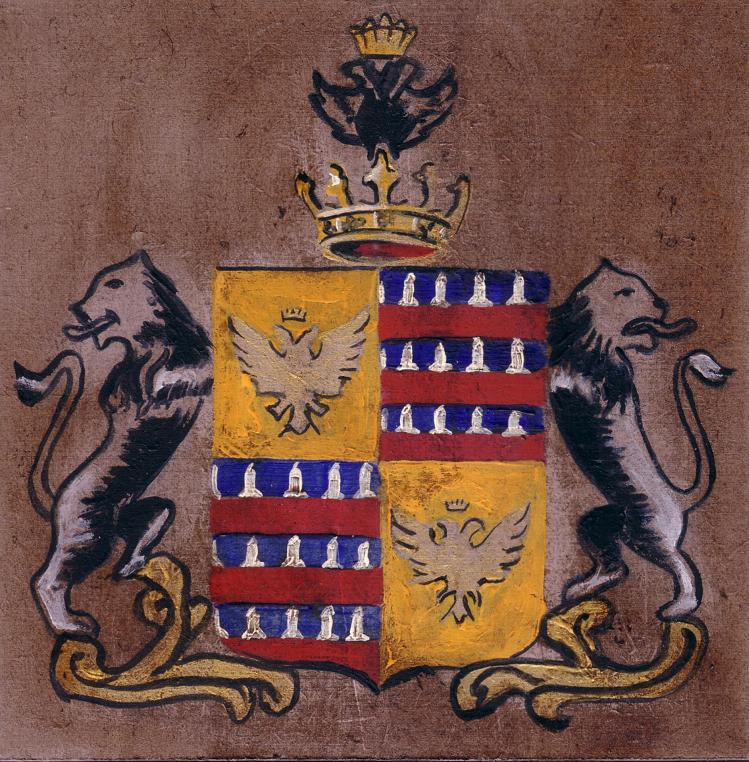
Arme attuale dei Gherardini di Montagliari

Montagliari era la principale fortezza dei nobili Gherardini di Firenze. È situata nel Chianti nei pressi del paese di Greve in Chianti.
Il Castello di Montagliari era al centro dei possedimenti di questa famiglia tra Siena e Firenze e di un sistema difensivo che partiva dalle porte meridionali di Firenze (da Marignolle all'Impruneta) e lateralmente sino alla Valdelsa con l'altra fortezza di Linari.
I Gherardini mantennero questo sistema difensivo sino al 1302, data della offensiva della Repubblica fiorentina contro di loro e la fazione dei Guelfi Bianchi. Nell'agosto del 1302, dopo un assedio, il Castello di Montagliari fu raso al suolo. Venne salvata solo la cappella di Santa Maria della Neve (cappella che venne ritratta in un disegno da Leonardo da Vinci e conservato agli Uffizi di Firenze). La Repubblica fiorentina emise un editto di perpetua proibizione ad edificare su quelle terre. Stessa sorte che toccò a numerosi altri edifici di quella famiglia, come al vicino Castello di Montaguto. Resistettero altri possedimenti in Val D'Elsa ed altri minori nel Chianti. Ma il sistema difensivo venne scardinato e cadde definitivamente pochi decenni dopo. Gran parte della famiglia esiliò nel veronese, il ramo restante (da cui Lisa Gherardini), si estinse nel 1700.

 
Nel 1632, i Gherardini (di comune accordo, entrambi i rami, sia quello veneto che quello toscano) violarono l'editto e fecero ristrutturare la cappella in ricordo dei loro morti, tuttora consacrata e sulla quale campeggia una lapide: 
In cerimonie recenti i Gherardini, per bocca della Contessa Cinzia Maria e dei fratelli Gian Raffaello e Maria Teresa, hanno più volte pubblicamente ribadito la centralità di questo Castello nella loro tradizione familiare.